# Loquaiplatz
Der Loquaiplatz in Wien liegt im 6. Bezirk Mariahilf. Er wurde nach dem Fabrikanten und Politiker Ferdinand Loquai benannt.

## Geschichte
Der Loquaiplatz liegt in der ehemaligen Vorstadt Gumpendorf auf einem Areal, das von 1785 bis 1902 zum Gelände der Gumpendorfer Kaserne gehörte. Diese wurde im Zuge der Kasernentransaktion 1902 aufgelassen und abgerissen, das Gelände parzelliert. Neben verschiedenen Straßenzügen (Hugo-Wolf-Gasse, Worellstraße, Verlängerung von Liniengasse und Königseggasse) wurde auch der Loquaiplatz angelegt.

## Beschreibung
Der Platz im Ausmaß von etwa 131 m Länge und 62 m Breite ist in annähernd nordwestlich-südöstlicher Richtung angelegt. Verkehrsflächen für den Individualverkehr mit Kraftfahrzeugen und Fahrrädern verlaufen nur an der Ost- und der Südseite; der Weg entlang des westlichen und des nördlichen Randes sowie die von Nordosten einmündende Königseggasse sind Fußgängerzone. Die Zufahrt erfolgt als Einbahn – ausgenommen Radfahrer – ausschließlich über die Worellstraße, die an der südöstlichen Ecke auf den Platz stößt; von dort ist die Weiterfahrt Richtung Nordwesten zur Hugo-Wolf-Gasse oder nach Südwesten zur Liniengasse möglich.
Der Bereich innerhalb der Verkehrsflächen wird vom Loquaipark, einer Grünanlage mit altem Baumbestand, Kinderspielplatz und WC-Anlage, eingenommen.
Entsprechend der planmäßigen Anlage ab 1903 stammen die umgebenden Gebäude mit wenigen Ausnahmen vom Beginn des 20. Jahrhunderts (siehe unten Abschnitt Bauwerke).

## Bauwerke
(Grundlage, wenn nicht anders angegeben: Stadtplan Wien/Kulturportal)
- Nr. 1–2 (Identanschrift: Liniengasse 2A): späthistoristisches Wohnhaus, errichtet 1912, Architekt: Friedrich Schöne
- Nr. 3: nach dem Zweiten Weltkrieg an Stelle eines Hauses aus dem Jahr 1808 errichteter Wohnbau
- Nr. 4: (Identanschrift: Hirschengasse 16–18): Wiener Mittelschule Loquaiplatz, errichtet vor 1918, Fassade modernisiert
- Nr. 5–6 (Identanschriften: Hirschengasse 20–22, Schmalzhofgasse 3): Wiener Pensionisten-Wohnhaus Loquaiplatz, errichtet 1981–1984 nach Plänen der AG Erwin Christoph, Harry Glück & Partner. Auf dem östlichen Teil des Grundstücks (Nr. 6, Identanschrift: Schmalzhofgasse 3) stand ehemals der Schmalzhoftempel – eine jener Wiener Synagogen, die in den Novemberpogromen von 9. auf 10. November 1938 zerstört wurden.[2]
- Nr. 7 (Identanschrift: Hugo-Wolf-Gasse 1): von Ludwig A. Fuchsik im Jahr 1903 errichtetes Eckwohnhaus
- Nr. 8: Historistisches Wohnhaus
- Nr. 9 (Identanschriften: Königseggasse 10, Otto-Bauer-Gasse 7 und 9): das 1903 nach Plänen von Wilhelm Stiassny errichtete Wohnhaus fungiert nunmehr unter anderem als Hauses der Begegnung Mariahilf. Während der NS-Zeit hatte hier das Feldkriegsgericht der Division 177 seinen Sitz.[3] Unter Denkmalschutz (Listeneintrag).
- Nr. 10 (Identanschrift: Königseggasse 11): historistisches Eckwohnhaus
- Nr. 11 (Identanschrift: Worellstraße 4): späthistoristisches Zinshaus nach Plänen des Stadtbaumeisters Adolf Jäger, errichtet 1908
- Nr. 12: Späthistoristisches Wohnhaus, erbaut 1907, Architekt Rudolf Zwerina
- Nr. 13: im Jahr 1912 durch die Architekten Fritz Keller und Adolf Jelletz erbautes späthistoristisches Wohnhaus

## Bildergalerie

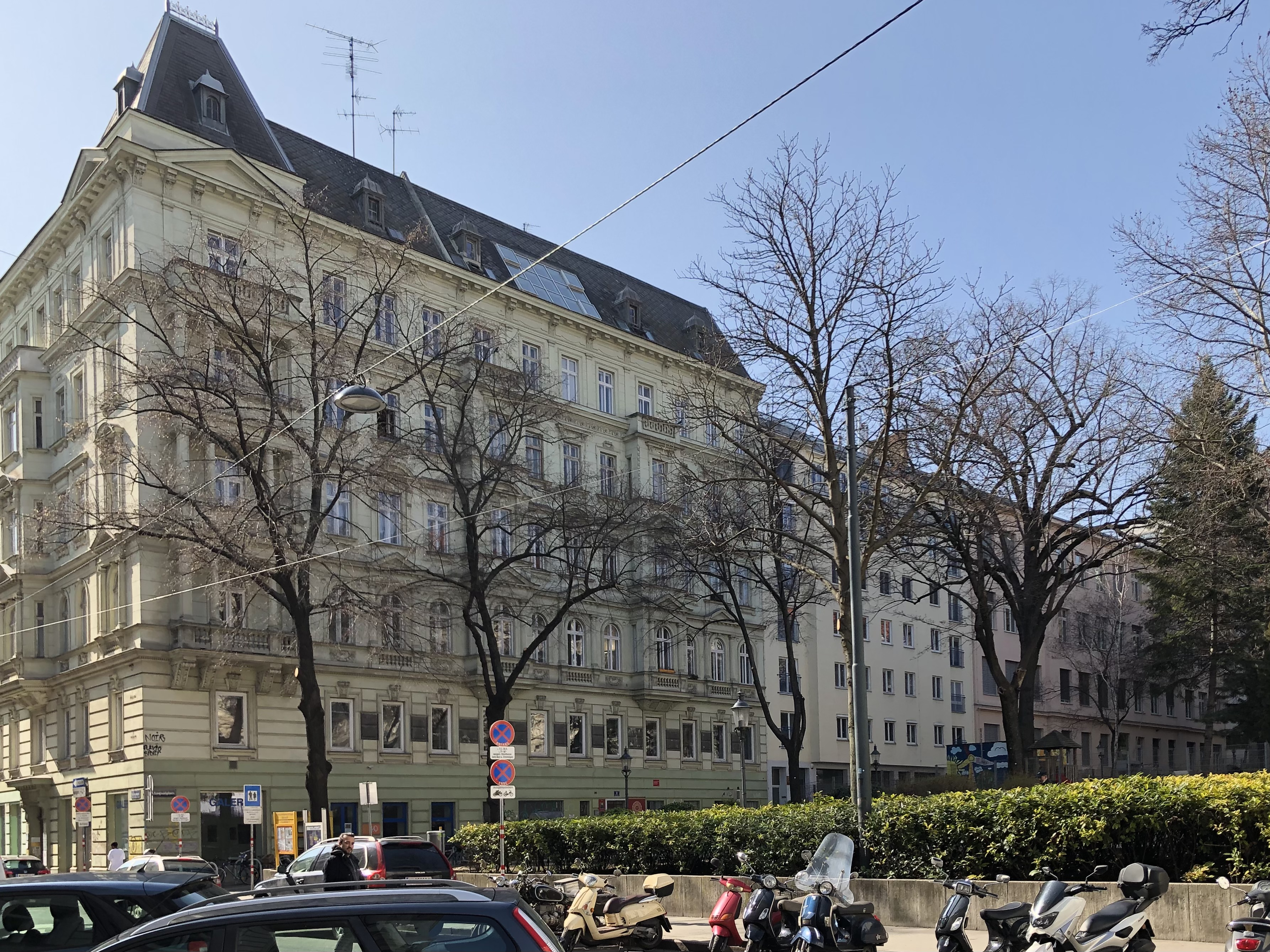
Westseite: Nr. 1–2, 3 und 4 (Schule)
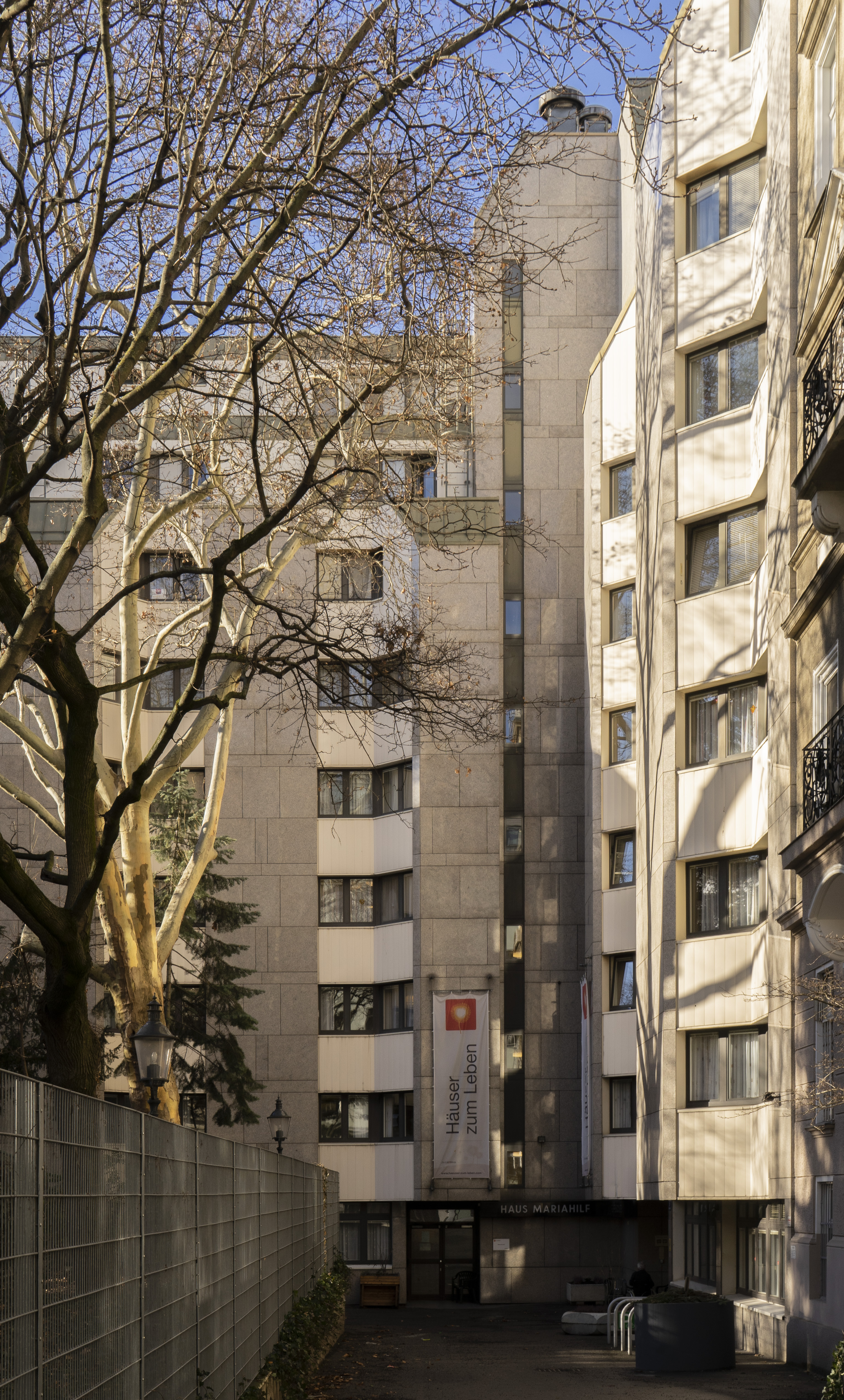
Seniorenwohnheim, Nr. 5–6
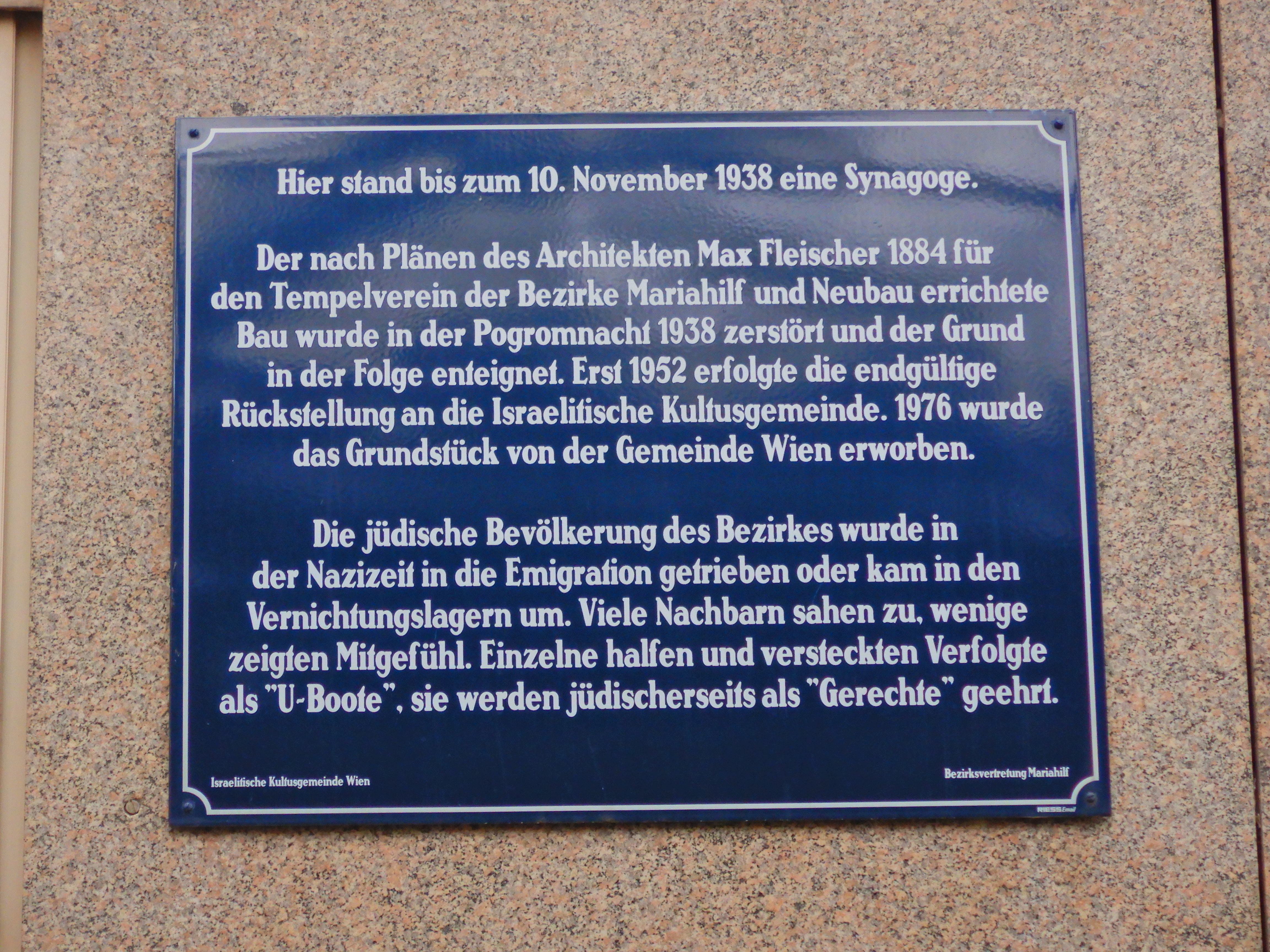
Erinnerung an den zerstörten Schmalzhoftempel
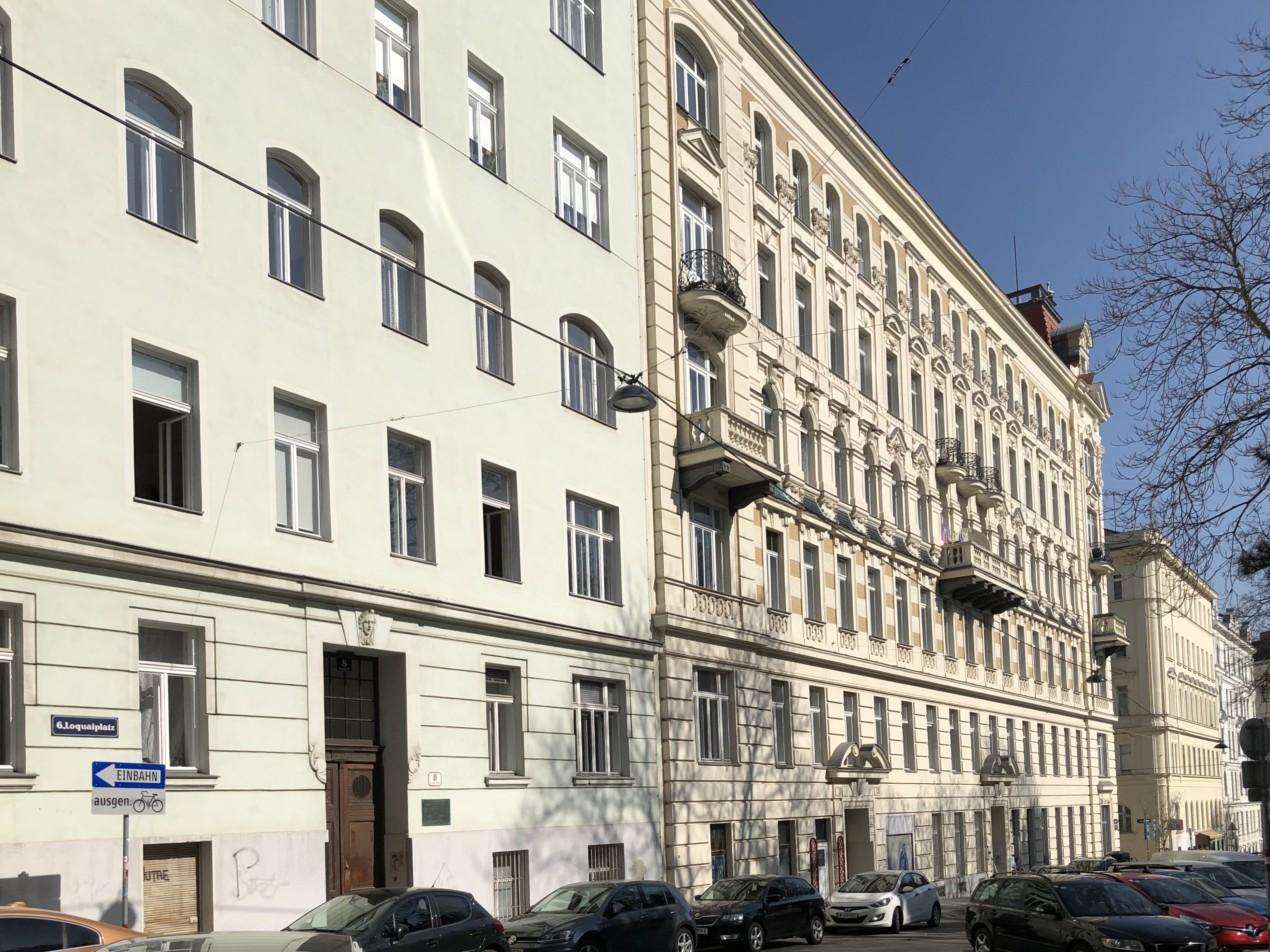
Ostseite: Nr. 8, 9, 10 und 11
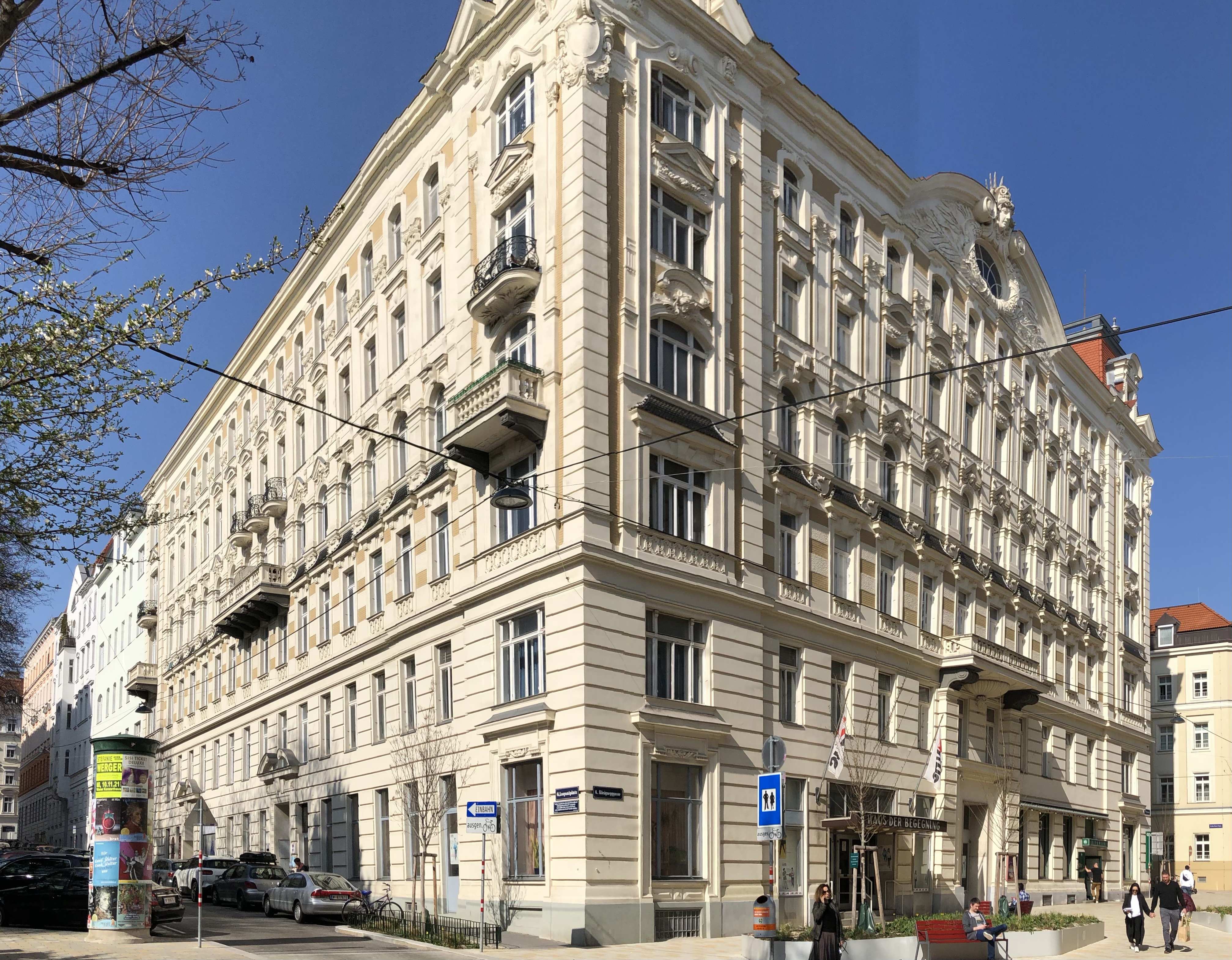
Haus der Begegnung Mariahilf, Ecke Königseggasse und Loquaiplatz
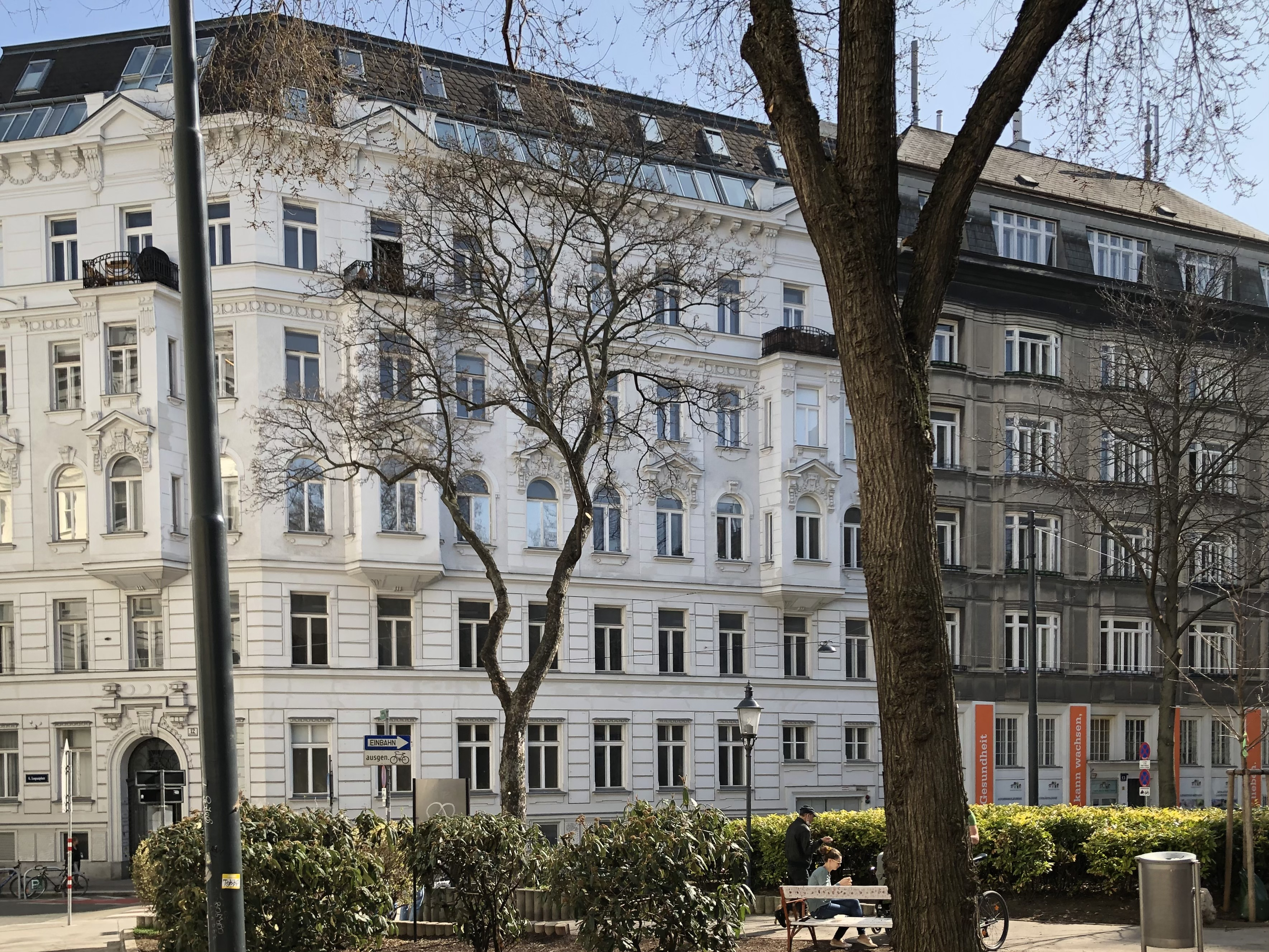
Südseite: Nr. 12 und 13
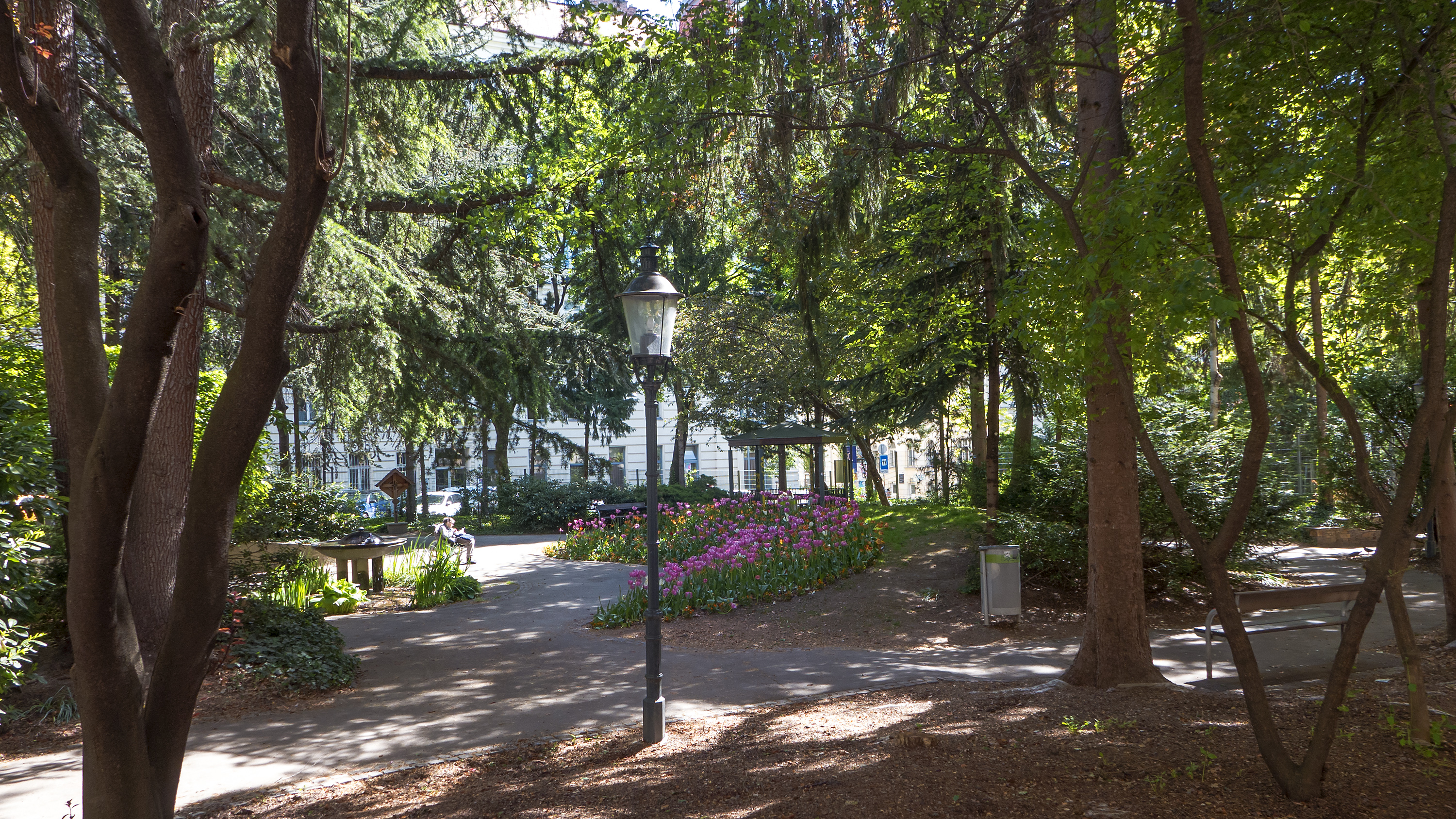
Loquaipark